# Olympische Sommerspiele 2012/Kanu – Einer-Kajak 200 m (Frauen)
Der Kanuwettbewerb im Einer-Kajak 200 Meter der Frauen bei den Olympischen Spielen 2012 in London wurde am 10. und 11. August 2012 auf dem Dorney Lake ausgetragen. 29 Athletinnen nahmen teil. 
Der Wettbewerb war neu im olympischen Programm. Zunächst wurden vier Vorläufe ausgetragen, bei denen sich die jeweils ersten sechs Athletinnen für das Halbfinale qualifizierten. In den drei Läufen des Halbfinales erreichten die jeweils ersten zwei Athletinnen die Berechtigung für eine Teilnahme am A-Finale sowie die zwei zeitschnellsten Drittplatzierten. Die zeitlangsamste drittplatzierte Athletin, die Viert- und Fünftplatzierten, sowie die zeitschnellste Sechstplatzierte gingen im B-Finale an den Start, wo um die Positionen neun bis sechzehn gefahren wurde.

## Titelträger
| Weltmeister | Lisa Carrington | Szeged 2011 |

## Zeitplan
- Vorläufe: 10. August 2012, 10:19 Uhr (Ortszeit)
- Halbfinale: 10. August 2012, 11:51 Uhr (Ortszeit)
- Finale: 11. August 2012, 10:14 Uhr (Ortszeit)

## Vorläufe

### Lauf 1
| Platz | Kanutin                | Nation             | Zeit (s) |
| ----- | ---------------------- | ------------------ | -------- |
| 1     | Natasa Janics          | Ungarn             | 41,221   |
| 2     | Lisa Carrington        | Neuseeland         | 41,401   |
| 3     | Natalija Lobowa        | Russland           | 42,447   |
| 4     | Henriette Engel Hansen | Dänemark           | 42,866   |
| 5     | Émilie Fournel         | Kanada             | 43,117   |
| 6     | Carrie Johnson         | Vereinigte Staaten | 43,355   |
| 7     | Norma Murabito         | Italien            | 43,820   |
| 8     | Geraldine Lee          | Singapur           | 45,552   |

### Lauf 2
| Platz | Kanutin             | Nation         | Zeit (s) |
| ----- | ------------------- | -------------- | -------- |
| 1     | Teresa Portela      | Spanien        | 41,263   |
| 2     | Marta Walczykiewicz | Polen          | 42,290   |
| 3     | Nikolina Moldovan   | Serbien        | 42,383   |
| 4     | Jessica Walker      | Großbritannien | 42,388   |
| 5     | Darisleydis Amador  | Kuba           | 42,761   |
| 6     | Zhou Yu             | China          | 42,885   |
| 7     | Arezoo Hakimi       | Iran           | 44,576   |

### Lauf 3
| Platz | Kanutin                | Nation      | Zeit (s) |
| ----- | ---------------------- | ----------- | -------- |
| 1     | Inna Osipenko-Radomska | Ukraine     | 42,119   |
| 2     | Sofia Paldanius        | Schweden    | 42,596   |
| 3     | Teresa Portela         | Portugal    | 42,673   |
| 4     | Silke Hörmann          | Deutschland | 42,697   |
| 5     | Natalja Sergejewa      | Kasachstan  | 43,257   |
| 6     | Ivana Kmeťová          | Slowakei    | 43,445   |
| 7     | Tiffany Kruger         | Südafrika   | 46,122   |

### Lauf 4
| Platz | Kanutin                 | Nation     | Zeit (s) |
| ----- | ----------------------- | ---------- | -------- |
| 1     | Shinobu Kitamoto        | Japan      | 42,007   |
| 2     | Alana Nicholls          | Australien | 42,453   |
| 3     | Jenni Honkanen-Mikkonen | Finnland   | 42,656   |
| 4     | Špela Ponomarenko Janić | Slowenien  | 42,884   |
| 5     | Marharyta Machnewa      | Belarus    | 43,841   |
| 6     | Yuliya Borzova          | Usbekistan | 44,872   |
| 7     | Afef Ben Ismail         | Tunesien   | 48,998   |

## Halbfinale

### Lauf 1
| Platz | Kanutin                 | Nation             | Zeit (s) |
| ----- | ----------------------- | ------------------ | -------- |
| 1     | Lisa Carrington         | Neuseeland         | 40,528   |
| 2     | Teresa Portela          | Spanien            | 40,898   |
| 3     | Inna Osipenko-Radomska  | Ukraine            | 41,360   |
| 4     | Jenni Honkanen-Mikkonen | Finnland           | 41,859   |
| 5     | Špela Ponomarenko Janić | Slowenien          | 42,209   |
| 6     | Zhou Yu                 | China              | 42,279   |
| 7     | Natalja Sergejewa       | Kasachstan         | 42,602   |
| 8     | Carrie Johnson          | Vereinigte Staaten | 43,321   |

### Lauf 2
| Platz | Kanutin                | Nation         | Zeit (s) |
| ----- | ---------------------- | -------------- | -------- |
| 1     | Natalija Lobowa        | Russland       | 41,413   |
| 2     | Jessica Walker         | Großbritannien | 41,734   |
| 3     | Shinobu Kitamoto       | Japan          | 41,816   |
| 4     | Nikolina Moldovan      | Serbien        | 42,394   |
| 5     | Ivana Kmeťová          | Slowakei       | 42,510   |
| 6     | Sofia Paldanius        | Schweden       | 42,688   |
| 7     | Henriette Engel Hansen | Dänemark       | 42,821   |
| 8     | Marharyta Machnewa     | Belarus        | 43,033   |

### Lauf 3
| Platz | Kanutin             | Nation      | Zeit (s) |
| ----- | ------------------- | ----------- | -------- |
| 1     | Natasa Janics       | Ungarn      | 40,570   |
| 2     | Marta Walczykiewicz | Polen       | 40,905   |
| 3     | Teresa Portela      | Portugal    | 41,562   |
| 4     | Alana Nicholls      | Australien  | 41,595   |
| 5     | Darisleydis Amador  | Kuba        | 41,949   |
| 6     | Silke Hörmann       | Deutschland | 42,005   |
| 7     | Émilie Fournel      | Kanada      | 43,030   |
| 8     | Yuliya Borzova      | Usbekistan  | 44,426   |

## Finale

### Finale B
Anmerkung: Gefahren wurde hier um die Plätze neun bis sechzehn, das heißt, die Siegerin des B-Finales aus Finnland wurde insgesamt Neunte usw.
| Platz | Kanutin                 | Nation      | Zeit (s) |
| ----- | ----------------------- | ----------- | -------- |
| 1     | Jenni Honkanen-Mikkonen | Finnland    | 44,643   |
| 2     | Špela Ponomarenko Janić | Slowenien   | 44,953   |
| 3     | Nikolina Moldovan       | Serbien     | 45,064   |
| 4     | Darisleydis Amador      | Kuba        | 45,099   |
| 5     | Shinobu Kitamoto        | Japan       | 45,387   |
| 6     | Ivana Kmeťová           | Slowakei    | 45,556   |
| 7     | Silke Hörmann           | Deutschland | 45,686   |
| 8     | Alana Nicholls          | Australien  | 45,819   |

### Finale A
| Platz | Kanuten                | Nation         | Zeit (s) |
| ----- | ---------------------- | -------------- | -------- |
| 1     | Lisa Carrington        | Neuseeland     | 44,638   |
| 2     | Inna Osipenko-Radomska | Ukraine        | 45,053   |
| 3     | Natasa Janics          | Ungarn         | 45,128   |
| 4     | Teresa Portela         | Spanien        | 45,326   |
| 5     | Marta Walczykiewicz    | Polen          | 45,500   |
| 6     | Natalija Lobowa        | Russland       | 45,961   |
| 7     | Jessica Walker         | Großbritannien | 46,161   |
| 8     | Teresa Portela         | Portugal       | 46,549   |